# 雨果世家
雨果世家是一著名的葡萄酒供应商，位於法国的阿尔萨斯里克威尔。雨果世家是国际知名的“第一葡萄酒家族”的成员之一。

## 历史

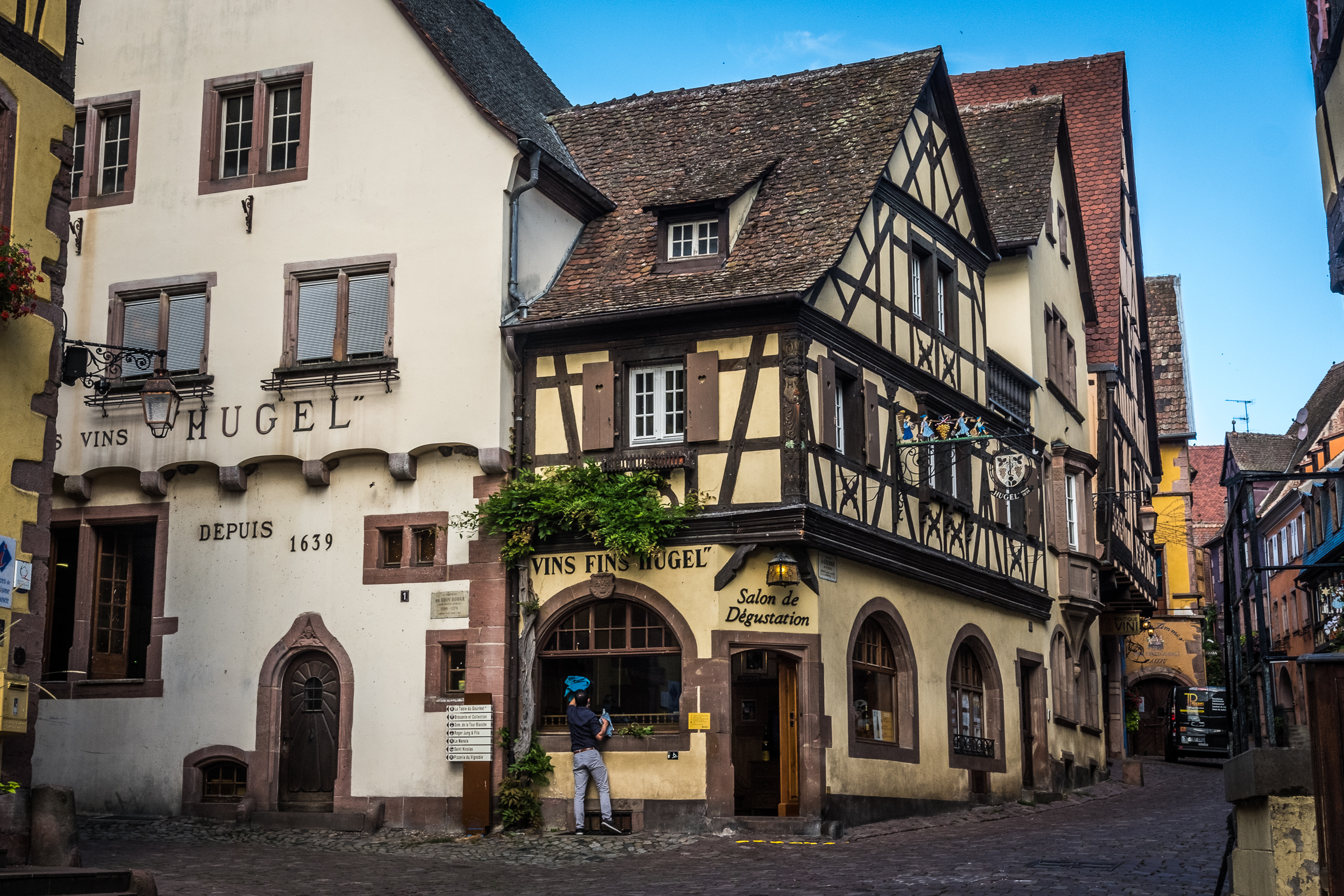
位于里克威尔的雨果世家

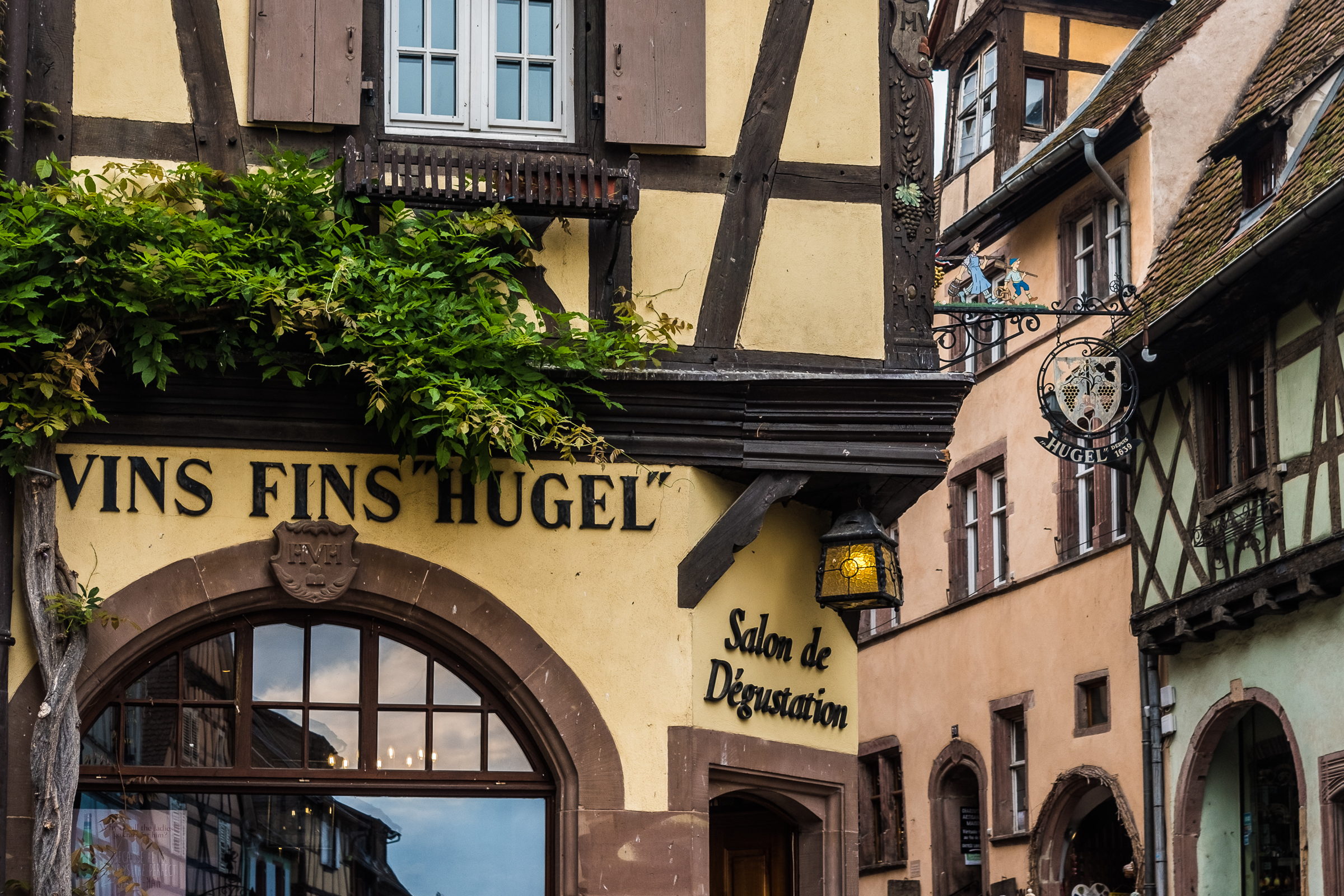
位于里克威尔的雨果世家

雨果家族酿酒历史在阿尔萨斯最早可以上溯到十五世纪，大约两个世纪以后，瑞士人汉斯•乌尔立茨•雨果（Hans Ulrich Hugel）在里克威尔定居。1639年，汉斯取得了里克威尔市民权，并掌管了一家葡萄酿造企业。1672年，他的儿子卢克建造了一座房屋，在门口雕刻的家族的徽章，这便是雨果世家最早的标识，沿用至今。1902年，佛莱德•埃米尔•雨果（Frédéric Emile Hugel）离开了家族的老庄园，在里克威尔中心创立了自己的企业。

让•雨果（Jean Hugel，1924.9.28 - 2009.6.9）起草了1984年政府对于Vendange tardive和Sélection de Grains Nobles，SGN的酿造规定（在此之前，德国葡萄酒的规定被运用于此），把VT以及SGN作为Spätlese ，Auslese或者Beerenauslese在法国的等量，并且坚持在法国使用最为严格的法律法规规范生产酿造以确保它们的品质。让•雨果也在当初负责制定起草特级园的制度，以及阿尔萨斯特级园系统的法律法规中扮演的重要角色。

## 葡萄园

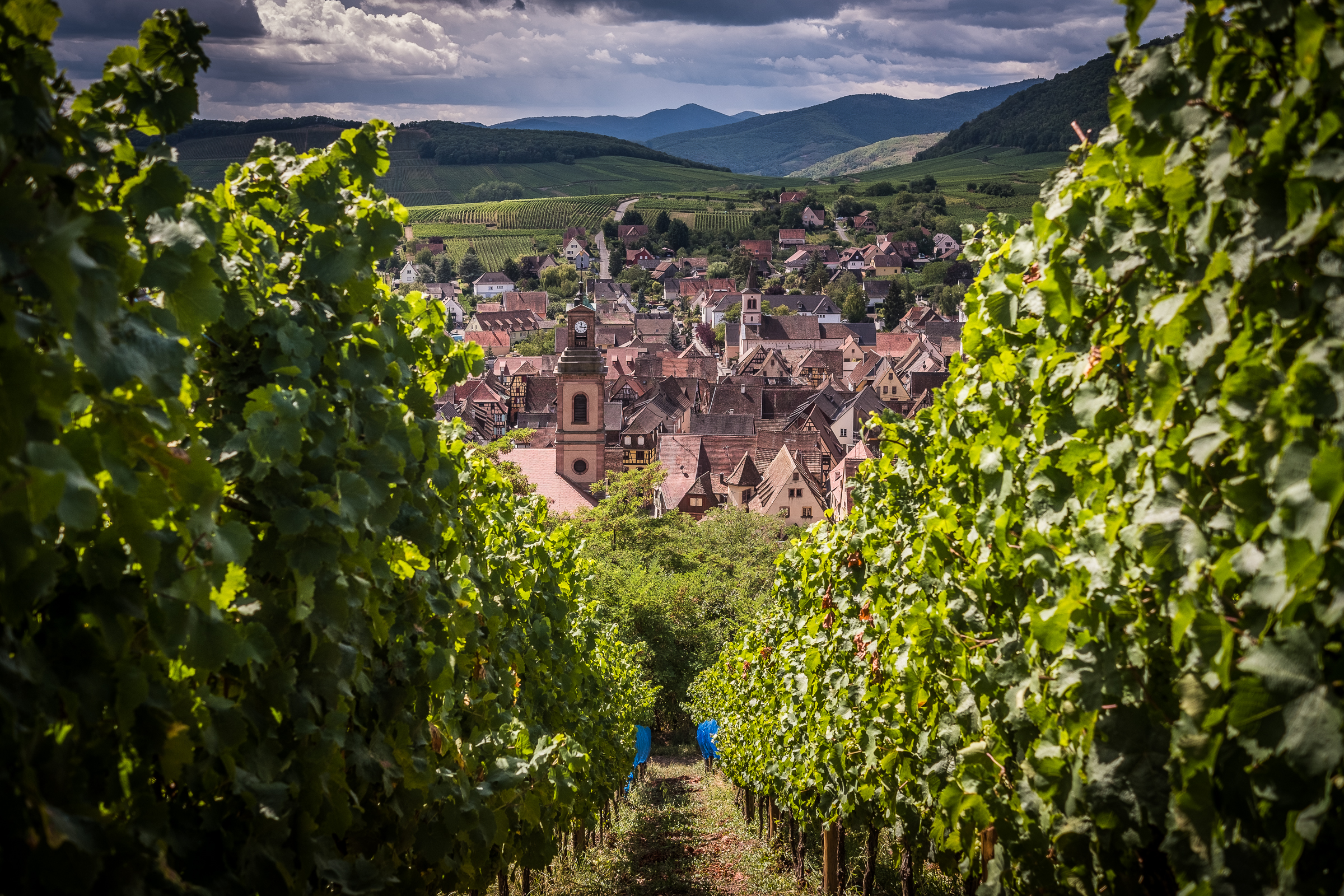
雨果的顶级雷司令，种植在位于里克威尔的绍南堡特级园

雨果世家拥有25公顷的葡萄园，全部位于里克威尔周围，而其中将近半数是特级园（Alsace Grand Cru）。此外，长期与当地优秀酒农合作收购葡萄，这些酒农的葡萄园总面积为100公顷。对于顶级葡萄酒，雷司令种植在绍南堡（Schoenenbourg），琼瑶浆在斯波伦（Sporen），灰比诺和黑比诺在Pflostig。

### 葡萄品种
雷司令，灰皮诺，白皮诺，琼瑶浆，慕斯卡特，西万尼，黑皮诺。

## 葡萄酒

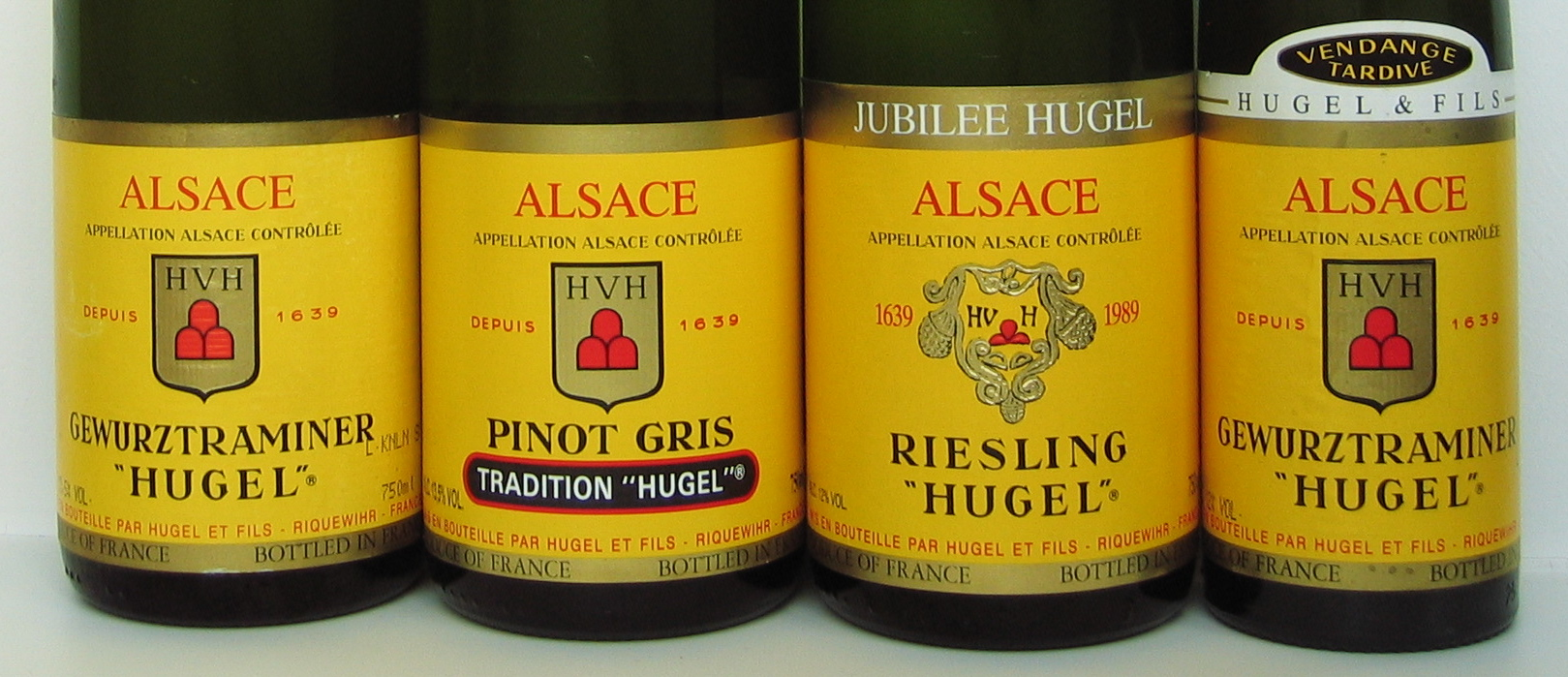
雨果不同等级的产品，从左起分别是经典雨果琼瑶浆、 传统雨果灰比诺、雨果周年庆典雷司令和雨果晚收甜酒琼瑶浆

雨果葡萄酒的风格是紧致，具有结构感，充满矿物质味，干型的或者是甜型的。雨果葡萄酒年产量约一百万瓶，总产量的90%用于出口。

### 葡萄酒系列
经典系列，包括雨果精选Gentil，传统系列，周年庆典系列Jubilee，晚收甜酒系列Vendange tardive，贵腐选粒甜酒系列Sélection de Grains Nobles，全新的绍乐翰墨园（Schoelhammer）。
雨果的高端系列周年庆典、晚收甜酒、贵腐选粒甜酒以及绍乐翰墨园都是来自特级园，但他们认为阿尔萨斯评选特级园时门槛太低，不屑与之为伍，故坚持不标。Trimbach和Léon Beyer酒庄也做出了同样的决定。